# Teoría coherentista de la verdad
La teoría coherentista de la verdad, o teoría de la verdad como coherencia, es una teoría de la verdad que sostiene que una proposición es verdadera solo si es acorde  con el resto de las proposiciones del sistema del que forma parte. Así, la proposición «3 + 5 = 8» es verdadera en la medida que es coherente con las reglas de la matemática elemental.
Un principio dominante de estas concepciones es que la verdad es sobre todo una propiedad de sistemas de proposiciones y que solo se puede atribuir verdad a proposiciones individuales derivativamente, de acuerdo con su coherencia con el conjunto. Los teorizadores difieren principalmente en si la coherencia da lugar a muchos sistemas verdaderos posibles o si solo hay un sistema verdadero. Por lo tanto, en general la verdad requiere la adecuación de los elementos en el sistema completo. Ideas como esta forman parte de la perspectiva filosófica conocida como holismo teorético.
En general se considera que la coherencia implica algo más que la simple consistencia lógica. Así, se considera que la completitud y la inteligibilidad de los conceptos son dos factores críticos a la hora de juzgar su utilidad y validez. Las teorías coherentistas de la verdad no consideran que la coherencia y la consistencia sean meramente factores importantes de un sistema, sino que estas propiedades deben de ser suficientes para su verdad.
Según otra versión de la teoría coherentista, abanderada especialmente por Harold Henry Joachim, la verdad es una coherencia semántica que involucra algo más que la consistencia lógica. Con este punto de vista, una proposición es verdadera hasta el extenso de que es un constituyente necesario de un todo sistemáticamente coherente. Otros miembros de esta corriente de pensamiento, como Brand Blanshard sostienen que este todo debe ser tan interdependiente que todo elemento en él necesita, e incluso implica, cualquier otro elemento. Los exponentes de este punto de vista infieren que la verdad más completa es una propiedad que solo puede tener un único sistema coherente, llamado el absoluto, y que las proposiciones y sistemas humanamente cogniscibles tienen un grado de verdad proporcional a cuánto se aproximan a este ideal.
Las teorías de la coherencia distinguen el pensamiento de los filósofos racionalistas continentales, especialmente Spinoza, Leibniz y Hegel junto con el filósofo británico Francis Herbert Bradley. Estas teorías se han revitalizado gracias a algunos partidarios del positivismo lógico, notablemente Otto Neurath y Carl Hempel.

## Objeciones
Una conocida objeción a la teoría coherentista es la que formuló Bertrand Russell: dado que tanto una creencia como su negación guardarán coherencia con al menos un conjunto de creencias, creencias contradictorias pueden ser juzgadas ciertas de acuerdo con la teoría coherentista. Pero dado que ambas no pueden ser verdaderas al mismo tiempo (por ser contradictorias), se sigue que la teoría no puede ser válida.
La mayoría de los teóricos de la coherencia no analizan todas las creencias posibles, sino solo aquellas que las personas realmente sostienen. En este caso, el problema principal de la teoría de la coherencia de la verdad es cómo especificar este conjunto particular, dado que la verdad de las creencias que realmente se tienen solo se puede determinar por medio de la coherencia.